# گووبیوو (استان اشوی‌داشکسیه)
گووبیوو (به لهستانی: Gołębiów) یک منطقهٔ مسکونی در لهستان است که در گمینا لیپنگک واقع شده‌است. گووبیوو ۲۵۰ نفر جمعیت دارد.